# Magoke Point
Der Magoke Point (japanisch まごけ岬 Magoke-misaki) ist eine felsige Landspitze an der Prinz-Harald-Küste des ostantarktischen Königin-Maud-Lands. Sie liegt im südöstlichen Teil der Hügelgruppe Skallen und ragt in eine kleine Nebenbucht der Lützow-Holm-Bucht hinein, die zwischen der Hügelgruppe und dem Skallebreen liegt.
Luftaufnahmen und Vermessungen einer von 1957 bis 1962 durchgeführten japanischen Antarktisexpedition dienten ihrer Kartierung. Das Advisory Committee on Antarctic Names übertrug 1973 die im Jahr zuvor vorgenommene japanische Benennung in einer Teilübersetzung ins Englische. Magoke ist die japanische Bezeichnung für Birnmoose, die hier in einigen Arten vertreten sind.